# Google Pay
Google Pay (precedentemente Android Pay) è un sistema di portafoglio digitale sviluppato da Google LLC.
Nel 2018, Android Pay e Google Wallet sono stati unificati in un unico sistema chiamato Google Pay. L'unione ha anche introdotto una nuova funzione di auto-compilazione delle informazioni presente sul browser Google Chrome. Google Pay ha inglobato tutte le caratteristiche precedenti di Android Pay e Google Wallet: pagamenti in-store, online e peer-to-peer (quest'ultimo disponibile solo negli Stati Uniti d'America e Regno Unito chiamato Google Pay Send).

## Servizio
In pratica Google Pay è un servizio cosiddetto di mobile payment cioè una piattaforma di pagamenti elettronici online per terminali mobili (app), sebbene lo si possa utilizzare anche su dispositivi tradizionali (computer desktop, notebook, ecc.) Impiegando un comune browser.
Google Pay utilizza il chip NFC per trasmettere le informazioni della carta al venditore. Emula il chip della carta di credito o debito e il PIN o la banda magnetica al POS, caricate sul portafoglio di Google Pay. Il servizio è simile al pagamenti contactless presente in molti paesi con l'aggiunta di un'autenticazione a due fattori. La transazione può essere verificata con l'impronta digitale o impostando un passcode.
Google Pay non invia il numero della carta di credito o di debito durante il pagamento. Genera un numero di carta virtuale che rappresenta le informazioni dell'account dell'utente. Questo servizio mantiene le informazioni di pagamento dei clienti private.
Google Pay richiede che il telefono abbia un codice o una password per bloccare il telefono. L'applicazione permette di inserire infinite carte di credito o debito.
Gli utenti possono aggiungere una carta facendo una foto a essa o inserendo le informazioni manualmente. Per pagare al POS, l'utente deve avere in mano il telefono sbloccato e avvicinare il retro del dispositivo alla superficie del POS. Il pagamento sarà avvenuto alla comparsa di una spunta blu.

Marchio di accettazione di Google Pay

Alcuni siti web e applicazioni hanno implementato un tasto che permette di pagare con Google Pay in modo facile e veloce. Il sistema pagherà con le carte all'interno del portafoglio virtuale già inserite in precedenza.
Su Google Pay è inoltre possibile aggiungere carte regalo, carte fedeltà, biglietti e carte d'imbarco e altro.
Con il servizio peer-to-peer è possibile effettuare pagamenti tramite codice QR per trasferire denaro.

## Disponibilità

### Banche con il servizio
In Italia le banche, i circuiti di carta e gli istituti bancari che offrono il servizio in-store sono:
- Banca Mediolanum
- Bunq
- BPER Banca e banche partner del gruppo BPER
- Banco di Sardegna
- CartaBCC
- Hype
- Banca Monte dei Paschi di Siena
- N26
- Nexi e banche partner[8]
- Revolut
- Tim Pay
- Widiba
- Ubi Banca
- UniCredit[9]
- Banca Popolare dell'Alto Adige
- Postepay
- FinecoBank
- Intesa Sanpaolo
- BancoPosta

### Paesi supportati

Mappa dei paesi dov'è disponibile Google Pay (13 dicembre 2018) Verde Scuro: supportati Verde chiaro: futuri

I paesi supportati, aggiornati a dicembre 2019, sono ventinove:
| Data              | Paese                               | Note                                                          |
| ----------------- | ----------------------------------- | ------------------------------------------------------------- |
| 11 settembre 2015 | Stati Uniti                         | Lanciato come Android Pay Google Pay Send Supporto con PayPal |
| 18 maggio 2016    | Regno Unito                         | Lanciato come Android Pay Google Pay Send                     |
| 27 giugno 2016    | Singapore                           | Lanciato come Android Pay                                     |
| 13 luglio 2016    | Australia                           | Lanciato come Android Pay                                     |
| 20 ottobre 2016   | Hong Kong                           | Lanciato come Android Pay                                     |
| 14 novembre 2017  | Polonia                             | Lanciato come Android Pay                                     |
| 1 dicembre 2016   | Nuova Zelanda                       | Lanciato come Android Pay                                     |
| 7 dicembre 2016   | Irlanda                             | Lanciato come Android Pay                                     |
| 13 dicembre 2016  | Giappone                            | Lanciato come Android Pay                                     |
| 7 marzo 2017      | Belgio                              | Lanciato come Android Pay                                     |
| 23 maggio 2017    | Russia                              | Lanciato come Android Pay                                     |
| 31 maggio 2017    | Canada                              | Lanciato come Android Pay                                     |
| 1 giugno 2017     | Taiwan                              | Lanciato come Android Pay                                     |
| 26 luglio 2017    | Spagna                              | Lanciato come Android Pay                                     |
| 1 novembre 2017   | Ucraina                             | Lanciato come Android Pay                                     |
| 14 novembre 2017  | Brasile Rep. Ceca                   | Lanciato come Android Pay                                     |
| 28 febbraio 2018  | Slovacchia                          |                                                               |
| 26 giugno 2018    | Germania                            | Supporto con PayPal                                           |
| 31 luglio 2018    | Croazia                             |                                                               |
| 28 agosto 2018    | India                               | Lanciato come Tez                                             |
| 19 settembre 2018 | Italia                              |                                                               |
| 30 ottobre 2018   | Danimarca Finlandia Norvegia Svezia |                                                               |
| 14 novembre 2018  | Emirati Arabi Uniti                 |                                                               |
| 27 novembre 2018  | Cile                                |                                                               |
| 11 dicembre 2018  | Francia                             |                                                               |
| 30 aprile 2019    | Svizzera                            |                                                               |